# Johan van Oldenbarnevelt
Johan van Oldenbarnevelt (Amersfoort, 14 de setembro de 1547 – Haia, 13 de maio de 1619) foi um estadista holandês que desempenhou um papel importante na luta holandesa pela independência da Espanha.

## Início da vida política
Van Oldenbarnevelt serviu como voluntário para o socorro de Haarlem (1573) e novamente em Leiden (1574). Casou-se em 1575 com Maria van Utrecht. Em 1576 obteve o importante cargo de pensionista de Roterdã, cargo que trazia consigo a adesão oficial dos Estados da Holanda. Nessa qualidade, sua indústria, sua singular compreensão dos assuntos e seus poderes persuasivos de fala rapidamente ganharam para ele uma posição de influência. Ele foi ativo na promoção da União de Utrecht (1579) e na oferta do condado da Holanda e Zelândia a Guilherme, o Silencioso (impedido pela morte de Guilherme em 1584). Ele era um feroz opositor das políticas do Conde de Leicester, o governador-geral na época, e em vez disso favorecia Maurício de Nassau, um filho de Guilherme. Leicester partiu em 1587, deixando o poder militar nos Países Baixos para Maurice. Durante o governo de Leicester, Van Oldenbarnevelt foi o líder da oposição extenuante oferecida pelos Estados da Holanda à política centralizadora do governador.

## Torna-se Defensor da Terra
Em 16 de março de 1586, Van Oldenbarnevelt, em sucessão a Paulus Buys, tornou-se Advogado da Holanda para os Estados da Holanda e Frísia Ocidental, cargo que ocupou por 32 anos. Este grande cargo, dado a um homem de capacidade de comando e indústria, oferecia influência ilimitada em uma república de várias cabeças, sem qualquer autoridade executiva central. Embora nominalmente o servidor dos Estados da Holanda, Van Oldenbarnevelt tornou-se a personificação política da província que suportou mais da metade de todo o encargo da união. Como porta-voz do ridderschap (Colégio dos Nobres), com um voto nos Estados da Holanda, ele praticamente dominou essa assembleia. Em um breve período, ele ficou encarregado de uma autoridade tão grande e abrangente em todos os detalhes da administração, que ele se tornou o virtual primeiro-ministro da república holandesa.
Durante os dois anos críticos que se seguiram à retirada de Leicester, o estadista do Advogado impediu que as Províncias Unidas entrassem em colapso sob suas próprias tendências separatistas inerentes. Isso impediu que as Províncias Unidas se tornassem uma conquista fácil para o formidável exército de Alexandre de Parma. Também de boa sorte para os Países Baixos, a atenção de Filipe II de Espanha estava em sua maior fraqueza, em vez disso se concentrou em uma invasão cogitada da Inglaterra. A falta de atenção da Espanha, juntamente com a falta de governo central e organizado da Província Unida, permitiu que Van Oldenbarnevelt ganhasse o controle dos assuntos administrativos. Sua tarefa foi facilitada ao receber o apoio incondicional de Maurício de Nassau, que, após 1589, ocupou o cargo de Stadholderate de cinco províncias. Foi também capitão-general e almirante da União.
Os interesses e ambições de Van Oldenbarnevelt e Maurice não se chocaram. De fato, os pensamentos de Maurício estavam centrados em treinar e liderar exércitos, e ele não tinha nenhuma capacidade especial como estadista ou desejo de política. Sua primeira ruptura ocorreu em 1600, quando Maurício foi forçado contra sua vontade pelos Estados-Gerais, sob a influência do advogado, a empreender uma expedição militar à Flandres. A expedição foi salva do desastre por esforços desesperados que terminaram em vitória no Nieuwpoort.
Depois de 1598, Van Oldenbarnevelt participou de missões diplomáticas especiais ao rei Henrique IV da França e à rainha Elizabeth I da Inglaterra, e novamente em 1605 em uma missão especial enviada para felicitar o rei Jaime I da Inglaterra por sua adesão.  Ele iniciou e intermediou a ação que fundou a Companhia Holandesa das Índias Orientais (VOC) amalgamando meia dúzia de empresas que negociavam no Extremo Oriente (a primeira de 1595) em uma em 1602. O VOC seria negociado por dois séculos. Em 1612, o VOC desenvolveu o modelo para a corporação de usar a propriedade conjunta de acionistas por acionistas, que só poderiam obter seu investimento de volta vendendo suas ações em uma bolsa de valores, também uma iniciativa de Oldenbarnevelt. O princípio básico do modelo foi ao longo do tempo adotado em todo o mundo.
Como líder da delegação da Holanda nos Estados-Gerais, Oldenbarnevelt também dominou a diplomacia holandesa. Ele liderou as negociações com a Coroa Espanhola que levaram à Trégua dos Doze Anos em 1609.

## Conflito religioso na Holanda
O efeito imediato da trégua foi um fortalecimento da influência de Van Oldenbarnevelt no governo da República Holandesa, agora reconhecida como um Estado livre e independente; A paz externa, no entanto, traria consigo conflitos internos. Durante alguns anos houve uma guerra de palavras entre os partidos religiosos, os gomaristas calvinistas estritos (ou contra-remonstrantes) e os arminianos.
Em 1610, os arminianos, doravante conhecidos como Remonstrantes, elaboraram uma petição, conhecida como Remonstrância, na qual pediam que seus princípios (definidos nos Cinco Artigos de Remonstrância) fossem submetidos a um sínodo nacional, convocado pelo governo civil. Não era segredo que essa ação dos arminianos foi tomada com a aprovação e conivência de Van Oldenbarnevelt, que era um defensor do princípio da tolerância religiosa.
Os gomaristas, em resposta, elaboraram uma Contra-Remonstrância em sete artigos, e pediram um sínodo puramente eclesiástico. A Igreja Reformada Holandesa foi imediatamente dividida em Remonstrantes e Contra-Remonstrantes; os Estados da Holanda sob a influência de Van Oldenbarnevelt apoiaram os primeiros (Remonstrantes), e se recusaram a sancionar a convocação de um sínodo puramente eclesiástico (1613). Eles também (1614) proibiram os pregadores na Província da Holanda de tratar os assuntos disputados de seus púlpitos.
A obediência era difícil de impor sem ajuda militar. Tumultos eclodiram em algumas cidades, exacerbados por tensões sociais devido à piora das condições econômicas. Quando o príncipe Maurício foi chamado, como capitão-general da República, ele inicialmente se recusou a agir. Embora em nenhum sentido um teólogo, ele então se declarou do lado dos Contra-Remonstrantes, e estabeleceu um pregador dessa persuasão em uma igreja em Haia (1617).

## Holanda declara independência soberana (Scherpe Resolutie)
O Advogado deu agora um passo ousado. Ele propôs que os Estados da Holanda deveriam, por sua própria autoridade, como uma província soberana, levantar uma força local de 4 000 homens (waardgelders) para manter a paz.
Os Estados Gerais, por sua vez, por maioria absoluta (4 províncias contra 3) concordaram com a convocação de um sínodo nacional da Igreja. Os Estados da Holanda, também por uma estreita maioria, recusaram seu assentimento e aprovaram, em 4 de agosto de 1617, uma forte resolução (Scherpe Resolutie) pela qual todos os magistrados, funcionários e soldados da província eram, sob pena de demissão, obrigados a fazer um juramento de obediência aos Estados da Holanda e a serem responsabilizados não perante os tribunais comuns, mas perante os Estados da Holanda.
Os Estados-Gerais da República viram-na como uma declaração de independência soberana por parte da Holanda e decidiram agir. Uma comissão foi nomeada, com Maurício à frente, para obrigar a dissolução dos waardgelders. Em 31 de julho de 1618, o Stadholder, à frente de um corpo de tropas, apareceu em Utrecht, que havia jogado em sua sorte com a Holanda. Por ordem dele, as milícias locais depuseram as armas.  Seu progresso pelas cidades da Holanda não encontrou oposição militar. O partido Estados Unidos foi esmagado sem que uma batalha fosse travada.

## Prisão e julgamento
Em 29 de agosto de 1618, por ordem dos Estados-Gerais, Van Oldenbarnevelt e seus principais apoiadores, Hugo Grotius, Gilles van Ledenberg e Rombout Hogerbeets, e outros foram presos ou perderam suas posições políticas no governo. Van Oldenbarnevelt foi, com seus amigos, mantido em confinamento estrito até novembro daquele ano, e depois levado para exame perante uma comissão nomeada pelos Estados-Gerais, liderada por Reynier Pauw. Ele compareceu mais de 60 vezes perante os comissários e todo o curso de sua vida oficial foi severamente examinado. Durante o período de inquérito, ele não foi autorizado a consultar documentos nem apresentar sua defesa por escrito.
Em 20 de fevereiro de 1619, Van Oldenbarnevelt foi processado perante um tribunal especial de vinte e quatro membros, dos quais apenas metade eram holandeses, e quase todos eram inimigos pessoais.  Essa comissão judicial ad hoc era necessária, pois, ao contrário das províncias individuais, o governo federal não tinha um poder judiciário. Normalmente, os acusados seriam levados perante o Hof van Holland ou o Hoge Raad van Holland en Zeeland, os mais altos tribunais das províncias da Holanda e da Zelândia; no entanto, neste caso, o suposto crime foi contra a Generaliteit, ou governo federal, e exigiu julgamento pelos Estados-Gerais, agindo como a mais alta corte do país. Como era habitual em casos semelhantes (por exemplo, o julgamento posterior dos juízes no caso do massacre de Amboyna), o julgamento foi delegado a uma comissão. É claro que os acusados contestaram a competência do tribunal, pois contestavam a soberania residual dos Estados-Gerais, mas seu protesto foi desconsiderado.

## Morte e legado
O banco de juízes decidiu o veredicto no sábado, 11 de maio de 1619, e foi anunciado na tarde de domingo. Tentativas de obter um perdão, ou pelo menos uma comutação da sentença de morte, foram feitas pela madrasta de Maurício, Louise de Coligny, e pelo embaixador francês Benjamin Aubery du Maurier, mas foi em vão. Na segunda-feira, 13 de maio de 1619, a sentença de morte foi lida para Van Oldenbarnevelt; e, portanto, na mesma manhã, o velho estadista, aos setenta e um anos, foi decapitado no Binnenhof, em Haia.  Suas últimas palavras para a multidão reunida foram: "Homens, não acreditem que eu sou um traidor; Agi sincera e piedosamente, como um bom patriota, e morrerei assim." As últimas palavras de Van Oldenbarnevelt ao carrasco foram: "Faça curto, faça curto". Foi enterrado sob a Capela da Corte (Hofkapel) no Binnenhof. Durante o cativeiro de Van Oldenbarnevelt, seu servo Jan Francken manteve um diário, com quarenta páginas na época de sua execução; Uma cópia foi feita em 1825 para maior divulgação, mas o original desapareceu até ser redescoberto em 2018.
Os Estados da Holanda observaram em seu livro de resolução, em 13 de maio, que Van Oldenbarnevelt tinha sido: "... um homem de grandes negócios, atividade, memória e sabedoria – sim, extraordinário em todos os aspectos. " Eles acrescentaram a frase Die staet siet toe dat hij niet en valle, "Aquele que está de pé, cuide para que não caia", que é uma citação de 1 Coríntios 10:12, que provavelmente deve ser entendida como referindo-se tanto a como Van Oldenbarnevelt terminou depois de ocupar um dos mais altos cargos da República e por escolher o lado dos arminianos, que foram considerados fora da Igreja Reformada Holandesa e da Fé Reformada pelo Sínodo de Dort.
Van Oldenbarnevelt deixou dois filhos: Reinier van Oldenbarnevelt, senhor de Groeneveld, e Willem van Oldenbarnevelt, senhor de Stoutenburg, e duas filhas. Uma conspiração contra a vida de Maurício, na qual ambos os filhos de Van Oldenbarnevelt participaram, foi descoberta em 1623. Stoutenburg, que era o principal cúmplice, fugiu e entrou ao serviço da Espanha; Groeneveld foi executado.
Em Londres, The Tragedy of Sir John van Olden Barnavelt, uma peça jacobiana de John Fletcher e Philip Massinger, foi escrita e produzida três meses após a execução de seu protagonista. Sendo controverso em termos de política inglesa e holandesa, sofreu considerável censura antes de ser permitido no palco.

## Saúde
Até 1612, van Oldenbarnevelt raramente estava doente. Ele às vezes sofreu, especialmente em 1610 e 1611, de gota e febre do terceiro dia ou malária tertiana. Em fevereiro de 1613 ele caiu durante uma visita a Huis Westcamp, o que significou que ele teve que perder por duas semanas. Aos setenta anos, começou a andar pior em escadas e a ter queixas reumáticas. A partir de 1617 ele começou a andar com seu icônico "stockske" (bengala). Suspeita-se que ele também tinha bexiga, cálculos biliares ou pedras nos rins.